# The Forester Sisters

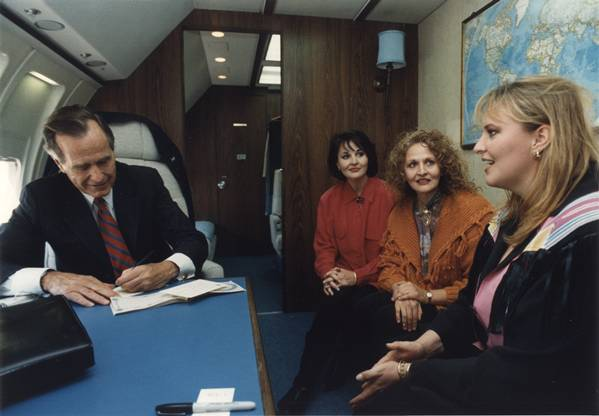
Die Forester Sisters bei Präsident George Bush

The Forester Sisters ist eine US-amerikanische Musikgruppe, die sich Mitte der 1980er Jahre formierte.

## Werdegang
Die vier Schwestern Kathy, Christy, June und Kim Forester stammen aus Lookout Mountain, Georgia. Den musikalischen Anfang machten Kathy und June mit Auftritten bei Gottesdiensten und auf Partys. Bald schloss sich Kim an, und schließlich komplettierte Christy The Forester Sisters.
1983 nahm das Quartett ein Demo-Tape auf, das über Umwege in die Hände des Produzenten Jim Ed Norman vom Label Warner Brothers gelang. Einige Monate später wurde ein Schallplattenvertrag unterzeichnet. Bereits die erste Single (That’s What You Do) When You’re In Love konnte sich in der Country-Top-Ten platzieren. Die nächste Single I Fell In Love Again Last Night erreichte sogar Platz eins. Aus ihrem Debüt-Album Forester Sisters wurden weitere erfolgreiche Songs ausgekoppelt.
1986 wurde eine Tournee mit den Bellamy Brothers durchgeführt und einige gemeinsame Titel eingespielt. Der Erfolg blieb den Forester Sisters bis in die 1990er Jahre hinein treu. Jede Single konnte sich in den Charts platzieren. Auch die Alben verkaufen sich gut.
Obwohl die Schwestern mittlerweile verheiratet waren und Kinder hatten, gingen sie weiterhin auf Tournee. Ihre Ehemänner spielten zum Teil in der Begleitband oder arbeiteten als Road-Manager. Mehrere Male traten The Forester Sisters im Auftrag des Verteidigungsministeriums vor amerikanischen Truppen in Übersee auf.

## Diskografie

### Alben
| Jahr | Titel                       | Höchstplatzierung, Gesamtwochen, AuszeichnungChartplatzierungen (Jahr, Titel, Platzierungen, Wochen, Auszeichnungen, Anmerkungen) | Höchstplatzierung, Gesamtwochen, AuszeichnungChartplatzierungen (Jahr, Titel, Platzierungen, Wochen, Auszeichnungen, Anmerkungen) | Anmerkungen |
| Jahr | Titel                       | US | Country | Anmerkungen |
| ---- | --------------------------- | --- | --- | ----------- |
| 1985 | The Forester Sisters        | — | Country4 (44 Wo.)Country |             |
| 1986 | Perfume, Ribbons And Pearls | — | Country27 (20 Wo.)Country |             |
| 1987 | You Again                   | — | Country13 (40 Wo.)Country |             |
| 1987 | A Christmas Card            | — | Country66 (2 Wo.)Country |             |
| 1988 | Sincerely                   | — | Country30 (35 Wo.)Country |             |
| 1989 | Greatest Hits               | — | Country52 (17 Wo.)Country |             |
| 1990 | Come Hold Me                | — | Country54 (5 Wo.)Country |             |
| 1991 | Talkin’ ’Bout Men           | US137 (7 Wo.)US | Country16 (20 Wo.)Country |             |

Weitere Alben
- 1988: Family Faith
- 1989: All I Need
- 1992: I Got A Date
- 1993: Sunday Meetin’
- 1996: More Than I Am
- 2002: New Star Shining

### Singles
| Jahr | Titel Album                                                   | Höchstplatzierung, Gesamtwochen, AuszeichnungChartsChartplatzierungen (Jahr, Titel, Album, Platzierungen, Wochen, Auszeichnungen, Anmerkungen) | Anmerkungen              |
| Jahr | Titel Album                                                   | Country | Anmerkungen              |
| ---- | ------------------------------------------------------------- | --- | ------------------------ |
| 1985 | (That’s What You Do) When You’re In Love The Forester Sisters | Country10 (22 Wo.)Country |                          |
| 1985 | I Fell In Love Again Last Night The Forester Sisters          | Country1 (22 Wo.)Country | eine Woche auf Platz 1   |
| 1985 | Just In Case The Forester Sisters                             | Country1 (21 Wo.)Country | eine Woche auf Platz 1   |
| 1986 | Mama’s Never Seen Those Eyes The Forester Sisters             | Country1 (21 Wo.)Country | eine Woche auf Platz 1   |
| 1986 | Lonely Alone Perfume, Ribbons & Pearls                        | Country2 (24 Wo.)Country |                          |
| 1987 | Too Many Rivers You Again                                     | Country5 (23 Wo.)Country |                          |
| 1987 | You Again                                                     | Country1 (24 Wo.)Country | eine Woche auf Platz 1   |
| 1987 | Lyin’ In His Arms Again You Again                             | Country5 (25 Wo.)Country |                          |
| 1988 | Letter Home Sincerely                                         | Country9 (24 Wo.)Country |                          |
| 1988 | Sincerely                                                     | Country8 (22 Wo.)Country |                          |
| 1989 | Love Will Sincerely                                           | Country7 (20 Wo.)Country |                          |
| 1989 | Don’t You Greatest Hits                                       | Country9 (18 Wo.)Country |                          |
| 1989 | Leave It Alone Greatest Hits                                  | Country7 (26 Wo.)Country |                          |
| 1990 | Drive South Come Hold Me                                      | Country63 (7 Wo.)Country | mit The Bellamy Brothers |
| 1990 | Nothing’s Gonna Bother Me Tonight Come Hold Me                | Country63 (3 Wo.)Country |                          |
| 1991 | Men Talkin’ Bout Men                                          | Country8 (20 Wo.)Country |                          |
| 1991 | Too Much Fun Talkin’ Bout Men                                 | Country62 (5 Wo.)Country |                          |
| 1992 | What’ll You Do About Me I Got a Date                          | Country74 (3 Wo.)Country |                          |
| 1992 | I Got A Date I Got a Date                                     | Country58 (6 Wo.)Country |                          |

Weitere Singles
- 1985: Mama’s Never Seen Those Eyes
- 1986: A Few Good Men, B-Seite der Single Makin’ Up For Lost Time von Crystal Gayle und Gary Morris
- 1987: The First Noel
- 1990: Old Enough To Know

### Gastbeiträge
| Jahr | Titel Album                        | Höchstplatzierung, Gesamtwochen, AuszeichnungChartsChartplatzierungen (Jahr, Titel, Album, Platzierungen, Wochen, Auszeichnungen, Anmerkungen) | Anmerkungen                                      |
| Jahr | Titel Album                        | Country | Anmerkungen                                      |
| ---- | ---------------------------------- | --- | ------------------------------------------------ |
| 1986 | Too Much Is Not Enough Country Rap | Country1 (20 Wo.)Country | mit The Bellamy Brothers, eine Woche auf Platz 1 |

## Auszeichnungen
| Jahr | Org. | Award           | Titel |
| ---- | ---- | --------------- | ----- |
| 1986 | ACM  | Top Vocal Group |       |